# ჟ
Das Žan (ჟ) ist der 16. Buchstabe des georgischen Alphabets. Der Buchstabe stellt den Laut [⁠ʒ⁠] dar und wird im Deutschen mit dem Trigraphen sch transkribiert.
Heute wird im Mchedruli-Alphabet nur noch das ჟ verwendet. Im historischen Chutsuri-Alphabet gab es noch den Großbuchstaben Ⴏ; das kleingeschriebene Pendant dazu war das ⴏ.
Es war dem Zahlenwert 90 zugeordnet.

## Zeichenkodierung
Das Žan ist in Unicode an den Codepunkten U+10DF (Mchedruli) bzw. U+10AF (Chutsuri-Großbuchstabe) und U+2D0F (Chutsuri-Kleinbuchstabe) zu finden.